# Suzuki
Suzuki Motor Corporation (яп. スズキ株式会社 судзуки кабусикигайся) — японская машиностроительная компания. Штаб-квартира — в городе Хамамацу, префектура Сидзуока. В списке крупнейших публичных компаний мира Forbes Global 2000 за 2022 год Suzuki Motor заняла 560-е место.

## История
Компания была основана в 1909 году Митио Судзуки под названием Suzuki Loom Works; первоначально занималась производством ткацких станков, мотовелосипедов и мотоциклов. В 1930-х годах в Японии резко поднялся спрос на автомобили, и в 1937 году сотрудники Митио Судзуки начали реализацию проекта создания малолитражных автомобилей. После создания нескольких прототипов программа была свёрнута из-за начала Второй мировой войны.

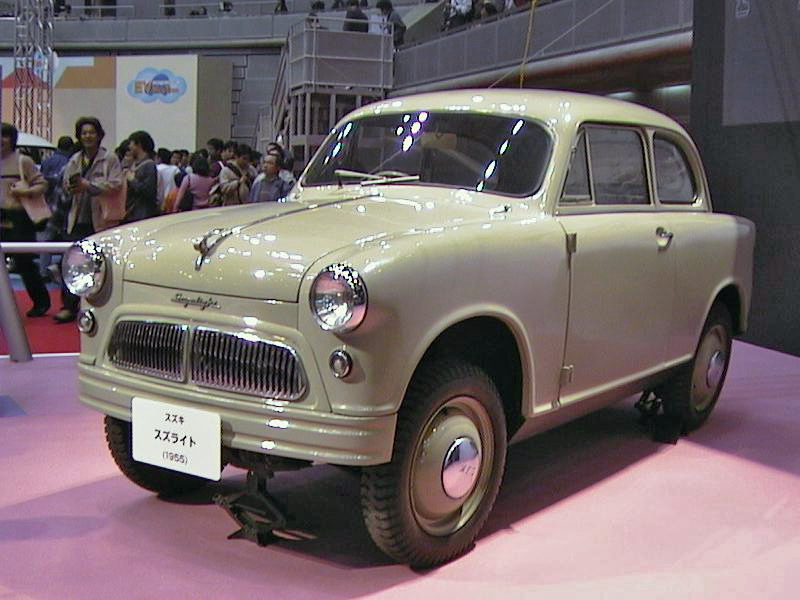
Suzuki Suzulight, 1956

После Второй мировой войны текстильная отрасль Японии находилась в упадке, и компании пришлось осваивать другие виды деятельности, в частности производство моторов к мопедам. В 1952 году был создан мотовелосипед Suzuki Power Free, особенностью которого стало наличие двух приводных звёздочек, благодаря которым двигаться можно было не только за счёт двигателя, но и при помощи педалей или используя одновременно оба типа привода.
В 1954 году компания была переименована в Suzuki Motor Co., Ltd., в это время она производила порядка 6000 мотоциклов и мопедов в месяц. Спустя год в производство пошла переднеприводная малолитражка Suzulight с независимыми передней и задней подвеской. В 1962 году заводская команда впервые стала победителем мотоциклетных гонок Isle of Man TT. Не имея возможности конкурировать на равных на внутреннем рынке с Toyota, Honda и Nissan компания начала осваивать соседние страны и другие виды продукции: в 1965 году начался выпуск навесных моторов для лодок и электрогенераторов, в 1967 году был открыт завод в Таиланде, вскоре за ним последовали заводы в Индонезии, на Филиппинах и Тайване. В 1982 году Suzuki Motor начала деятельность в Пакистане и Индии, где было создано совместное предприятие Maruti Udyog, на 2008 год занимавшее 50 % местного рынка автомобилей.

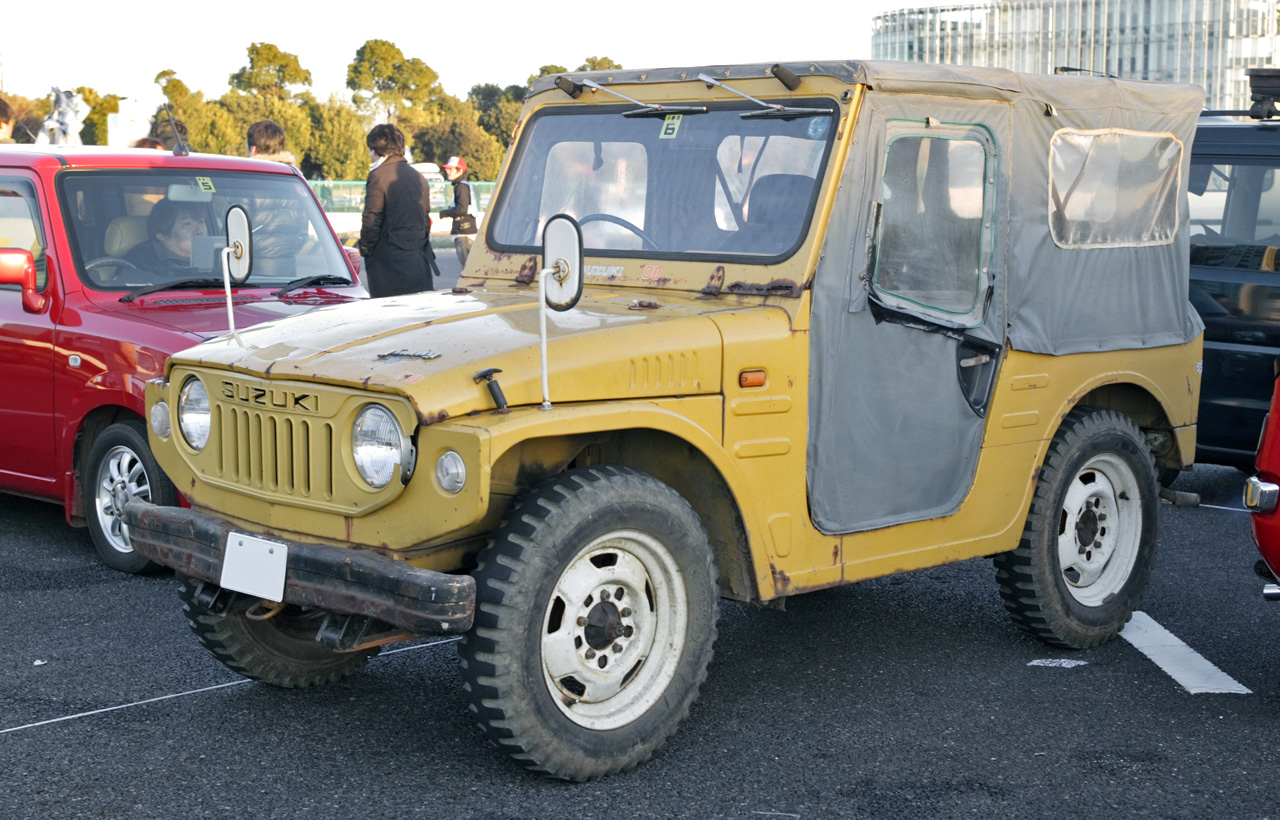
Suzuki Jimny LJ20-1, 1972

В 1967 году концерн начал производство первого поколения семейства малолитражек Fronte, Alto, Cervo, в 1983 году появляется модель классом выше — Swift/Cultus. В 1982 году концерн выпустил первый в мире мотовездеход — модель QuadRunner LT125. В 1988 году началось производство кроссовера Vitara.
Экспорт автомобилей в США начался в середине 1970-х годов, а в 1981 году было создано партнёрство с General Motors. В 1986 году было создано совместное предприятие в Канаде и открыт завод в Великобритании. Также в 1986 году начался экспорт в США внедорожников Suzuki Samurai, уже в следующем году его продажи превысили 80 тыс., но в 1988 году журнал Consumer Reports назвал его небезопасным (из-за высокого центра тяжести он мог переворачивается на поворотах) и продажи резко упали.
С 1990 года компания стала называться Suzuki Motor Corporation. В 1991 году был построен завод в Венгрии Magyar Suzuki, в который было вложено 230 млн долларов. В 1993 году было создано совместное предприятие в КНР. В 1994 году на японский рынок был представлен минифургон Alto van, ставший самым недорогим автомобилем страны (5 тыс. долларов). В 1998 году General Motors увеличила долю в Suzuki до 10 %, японская компания стала фактически подразделением небольших автомобилей американского концерна, продукция которого была ориентирована на Азию, Восточную Европу (Венгрия, Польша) и Латинскую Америку (Колумбия, Эквадор, Венесуэла, Аргентина), также значительная часть продаж приходилась на США. В 2008 года General Motors продала свою долю в Suzuki.
В декабре 2009 года Suzuki вступила в альянс с немецкой Volkswagen Group, обменявшись с последней пакетами акций и анонсировав совместную разработку экологичных автомобилей. Менее чем через два года, в сентябре 2011 года, было объявлено о распаде данного альянса. В ноябре 2012 года Suzuki прекратила продажу автомобилей в США, максимум продаж пришёлся на 2007 год, но затем они начали быстро падать.
В 2017 году началось партнёрство с Toyota.
В октябре 2023 года Suzuki заключила договор со SkyDrive о совместном производстве летающих автомобилей SKYDRIVE (SD-05), которое стартовало в марте 2024 года.

## Собственники и руководство
Крупнейшими акционерами по состоянию на 2021 год были The Master Trust Bank of Japan (10,8 %), Custody Bank of Japan (5,0 %), Toyota Motor Corporation (4,9 %), Tokio Marine & Nichido Fire Insurance (3,7 %), MUFG Bank (3,3 %).
- Тосихиро Судзуки (Toshihiro Suzuki) — председатель совета директоров и президент с 2021 года.
- Рио Кавамура (Ryo Kawamura) — главный исполнительный директор.

## Деятельность

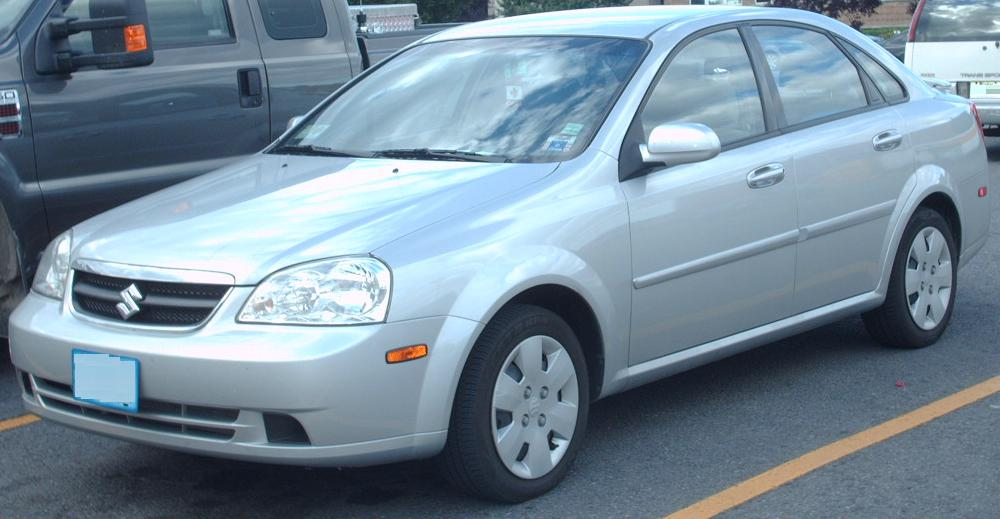
Suzuki Forenza

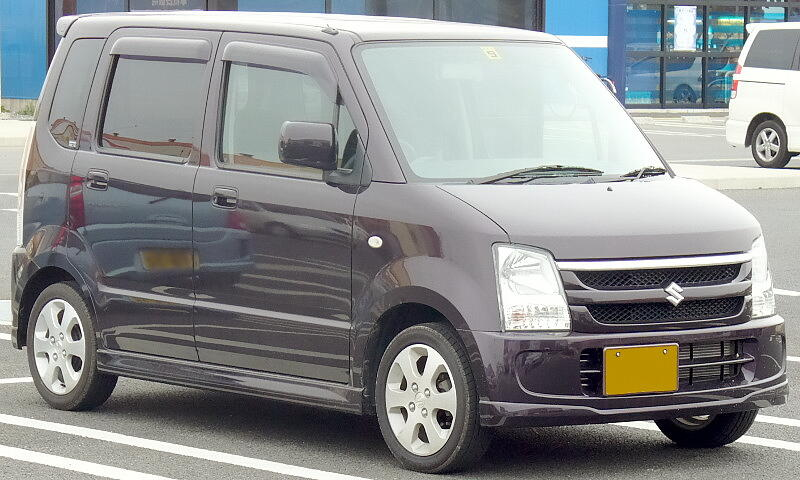
Suzuki Wagon R

Компания известна как производитель легковых (в том числе внедорожников) и грузовых автомобилей, мотоциклов, лодочных моторов под маркой Suzuki.
Подразделения компании по состоянию на 2021/22 финансовый год:
- Автомобили — 90 % выручки;
- Мотоциклы — 7 % выручки;
- Лодочные моторы — 3 % выручки;
- Прочая деятельность — моторизированные инвалидные кресла, солнечная энергетика, недвижимость, 0,3 % выручки.

Основными рынками являются Япония и Индия, 30 % и 33 % выручки соответственно, на страны Европы приходится 10 % выручки. Компания лидирует на рынках автомобилей Индии (доля 40 %), Пакистана (51 %), Мьянмы, Непала, Бутана, Барбадоса, Боливии, Кот-д’Ивуара, а также Венгрии в категории легковых автомобилей.
Продажи автомобилей в 2020/21 финансовом году составили 2,571 млн, из них 647 тыс. — в Японии. Продажи мотоциклов составили 1,535 млн (в Японии — 51 тыс.). Производственные мощности компании имеются в Японии (5 заводов), Индии (3 завода), Китае (3 завода), Мьянме (2 завода), Таиланде (2 завода), Пакистане, Индонезии, Вьетнаме, Камбодже, Филиппинах, Тайване, Египте, Венгрии, США и Колумбии.
|                     | 2011 | 2012 | 2013 | 2014  | 2015 | 2016  | 2017  | 2018  | 2019  | 2020  | 2021  | 2022  |
| ------------------- | ---- | ---- | ---- | ----- | ---- | ----- | ----- | ----- | ----- | ----- | ----- | ----- |
| Оборот              | 2608 | 2512 | 2578 | 2938  | 3016 | 3181  | 3170  | 3757  | 3872  | 3488  | 3178  | 3568  |
| Чистая прибыль      | 45,2 | 53,9 | 80,4 | 107,5 | 96,9 | 116,7 | 160,0 | 215,7 | 178,8 | 134,2 | 146,4 | 160,3 |
| Активы              | 2224 | 2302 | 2488 | 2874  | 3253 | 2702  | 3116  | 3341  | 3402  | 3340  | 4036  | 4155  |
| Собственный капитал | 1107 | 1112 | 1299 | 1494  | 1701 | 1188  | 1387  | 1595  | 1716  | 1794  | 2032  | 1878  |

Примечание. Значения указаны на 31 марта каждого года, когда в Японии заканчивается финансовый год.

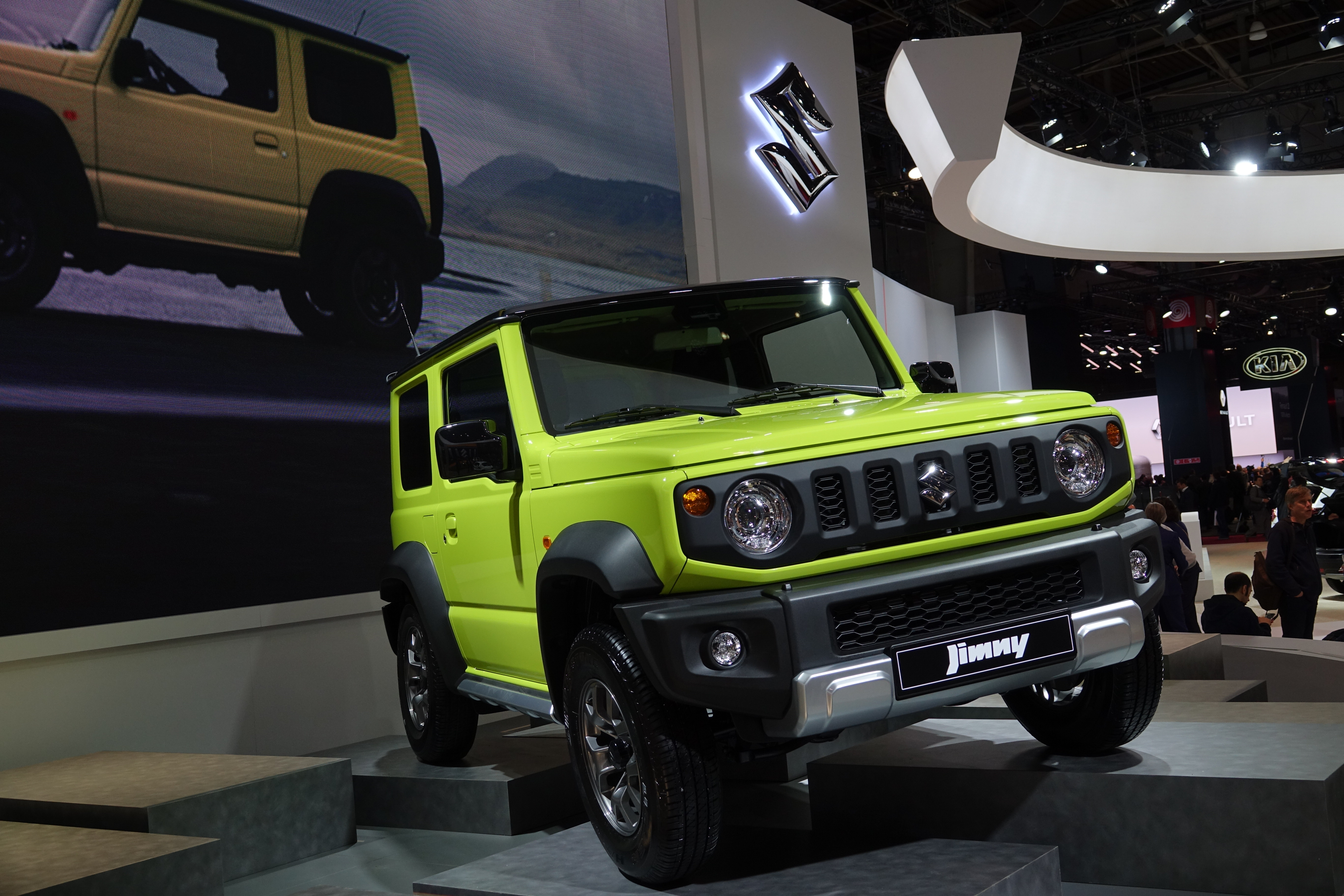
Suzuki Jimny, 2018

### Suzuki в России

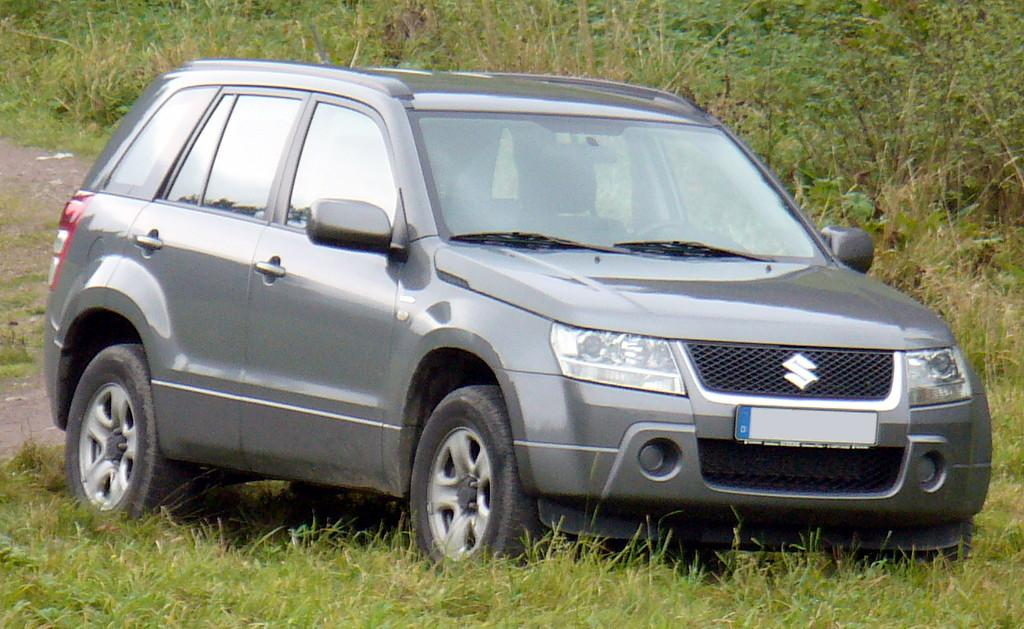
Suzuki Grand Vitara

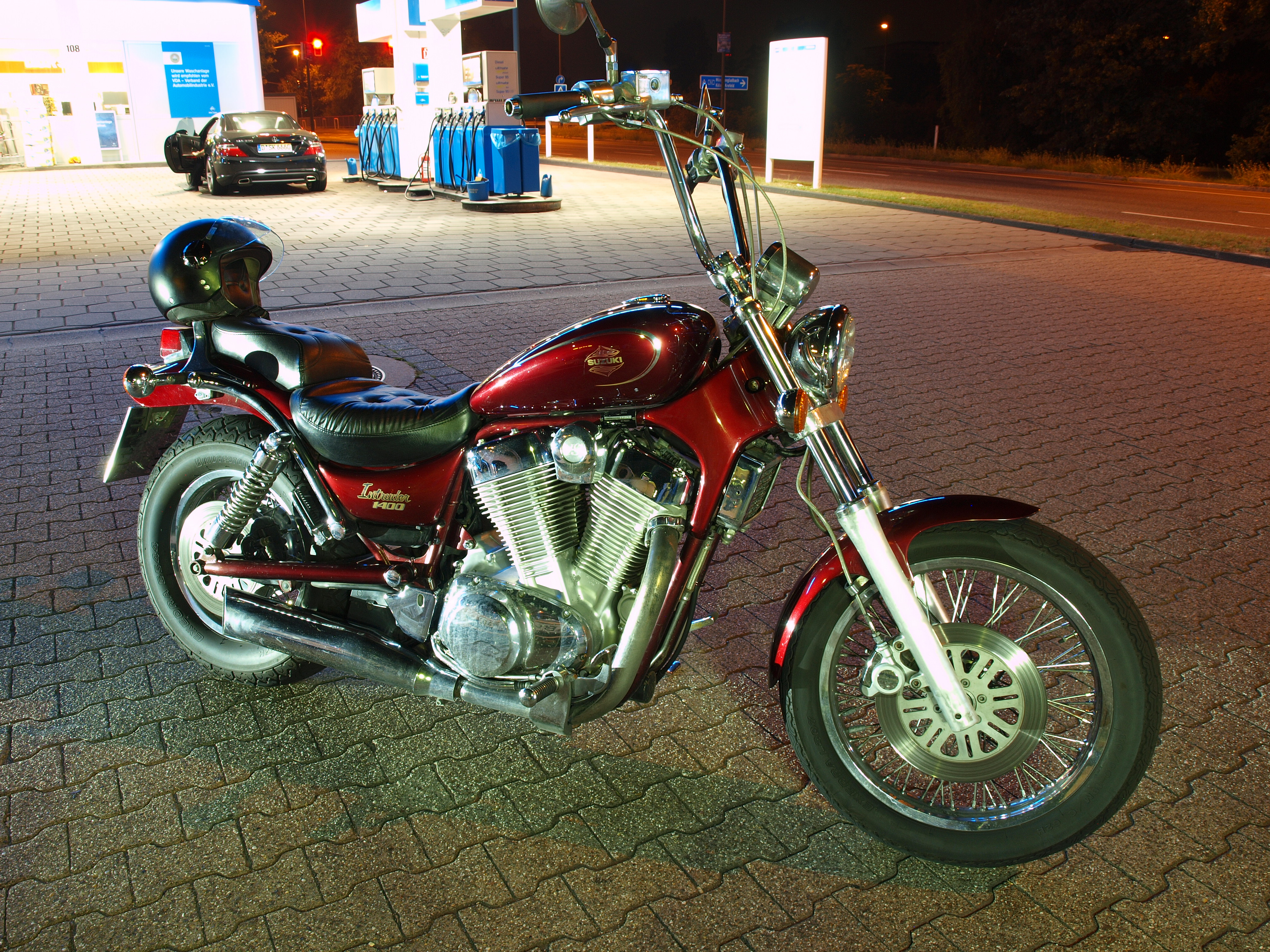
Suzuki VS 1400 Intruder

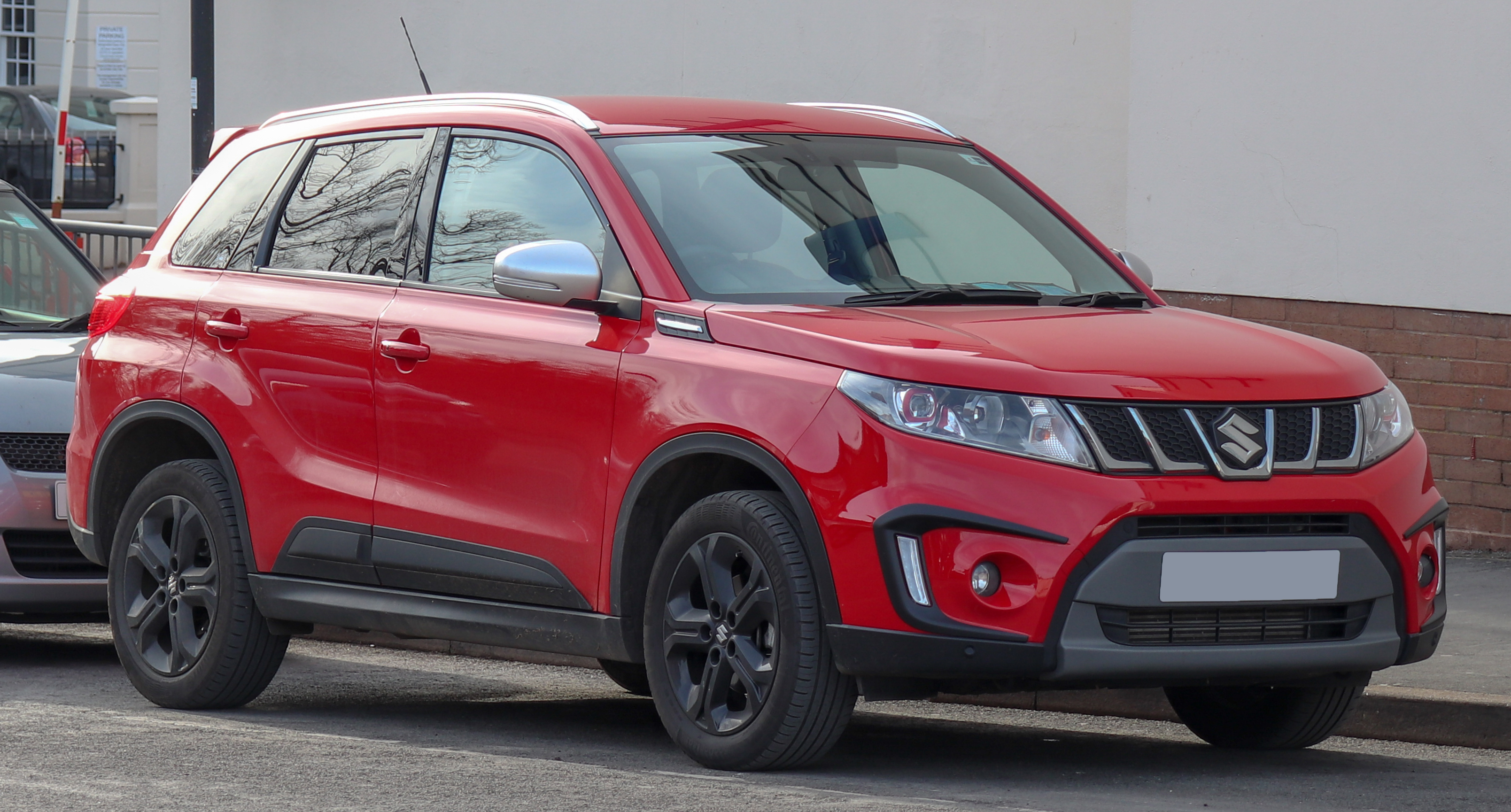
Suzuki Vitara S BoosterJet ALLGRIP 1.4

Официальным импортером Suzuki в России с 1999 года является универсальный торговый дом ITOCHU Corporation в лице ООО «Сузуки Мотор РУС» (ранее «АйТиСи Авто РУС»). С 2010 года 50 % акций российского импортера принадлежит компании Suzuki. Главой «Сузуки Мотор РУС» является г-н Такахаси Юта.
В 2006 году в России было продано 16 118 машин Suzuki, в том числе 9161 Grand Vitara. Продажи Suzuki в 2007 году составляли 28,6 тыс. автомобилей. За 11 месяцев 2010 года в России было продано 25,6 тыс. автомобилей Suzuki. В 2011 Suzuki планировали продать в России 42 тыс. автомобилей.
В июне 2007 года компания подписала с администрацией Санкт-Петербурга соглашение о строительстве автозавода в Шушарах. Ожидалось, что завод мощностью 30 тыс. автомобилей в год и стоимостью ориентировочно 3 млрд руб. будет выпускать модели SX4 и Grand Vitara. Впрочем, в конце 2008 года руководители компании объявили о том, что этот проект будет отложен или отменён в связи с мировым экономическим кризисом. В 2009 году Suzuki вернула властям города землю, выделенную под строительство предприятия.

### Suzuki в Индии

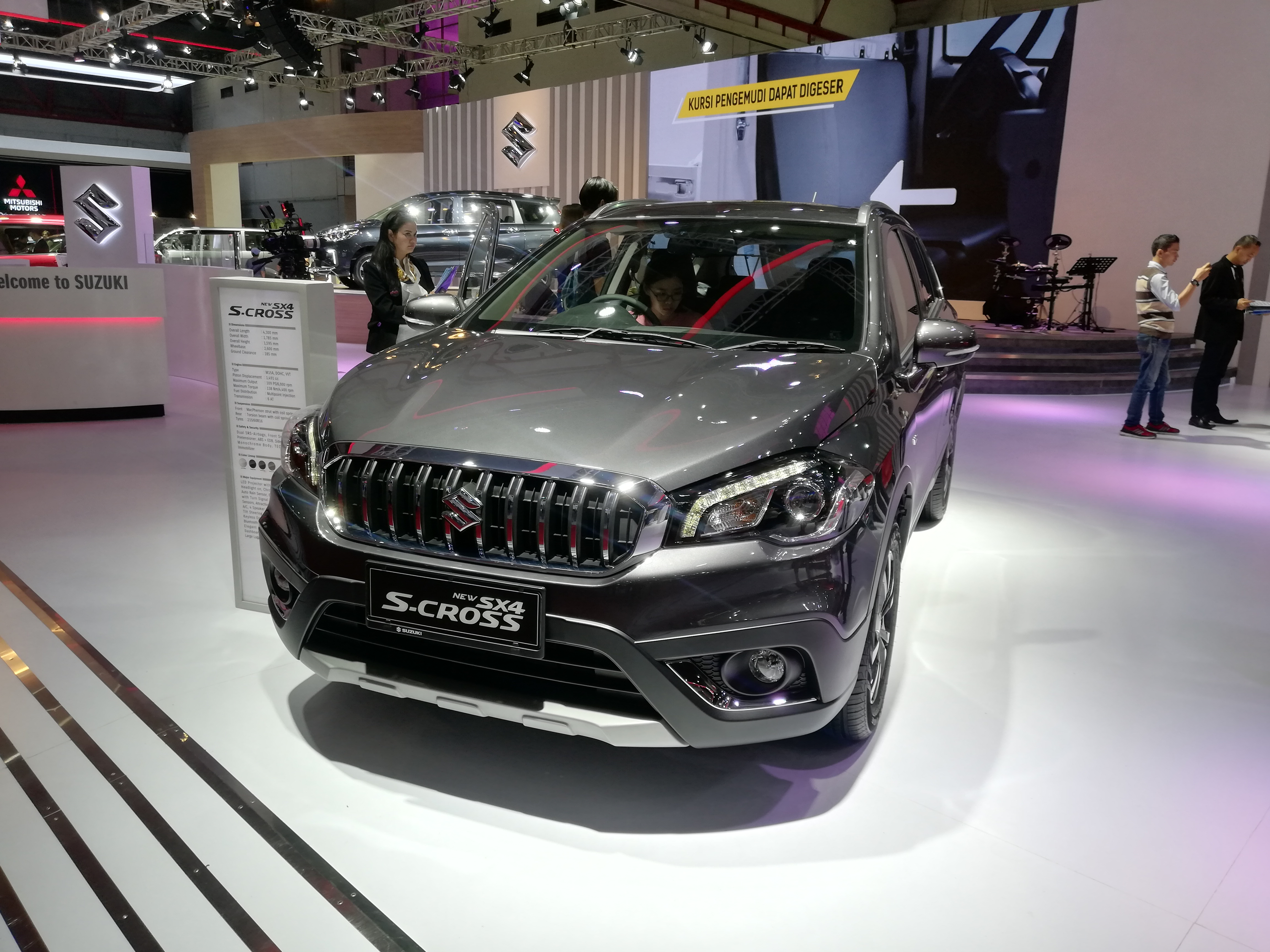
Suzuki SX4

Индия — основной рынок сбыта продукции японской компании. На местном рынке совместно с Maruti компания — лидер продаж. Объём продаж в 2007 году в Индии составил 758 233 автомобиля.

## Автомобили
- Модели Suzuki
  - Liana
  - Alto
  - Alto Lapin
  - APV
  - Cappuccino
  - Carry
  - Cervo
  - Suzuki Cultus (он же Suzuki Forsa, Geo Metro, Pontiac Firefly, и т. д.)
  - Ertiga
  - Escudo
  - Suzuki Equator
  - Esteem/Cultus Crescent
  - Fronte
  - Grand Vitara
  - Hustler
  - Ignis
  - Jimny
  - Kei
  - Kizashi
  - LJ-Series
  - Mehran
  - MightyBoy
  - MR Wagon
  - Sidekick
  - Splash
  - Swift
  - SX4
  - SX4 Crossover
  - SX4 Sport
  - Suzuki Twin
  - Vitara
  - Wagon R
  - X-90
  - XL-7
- Североамериканские модели на базе Daewoo
  - Swift+
  - Forenza/Reno
  - Verona
- Южноамериканские модели на базе Chevrolet
  - Fun